# Sake

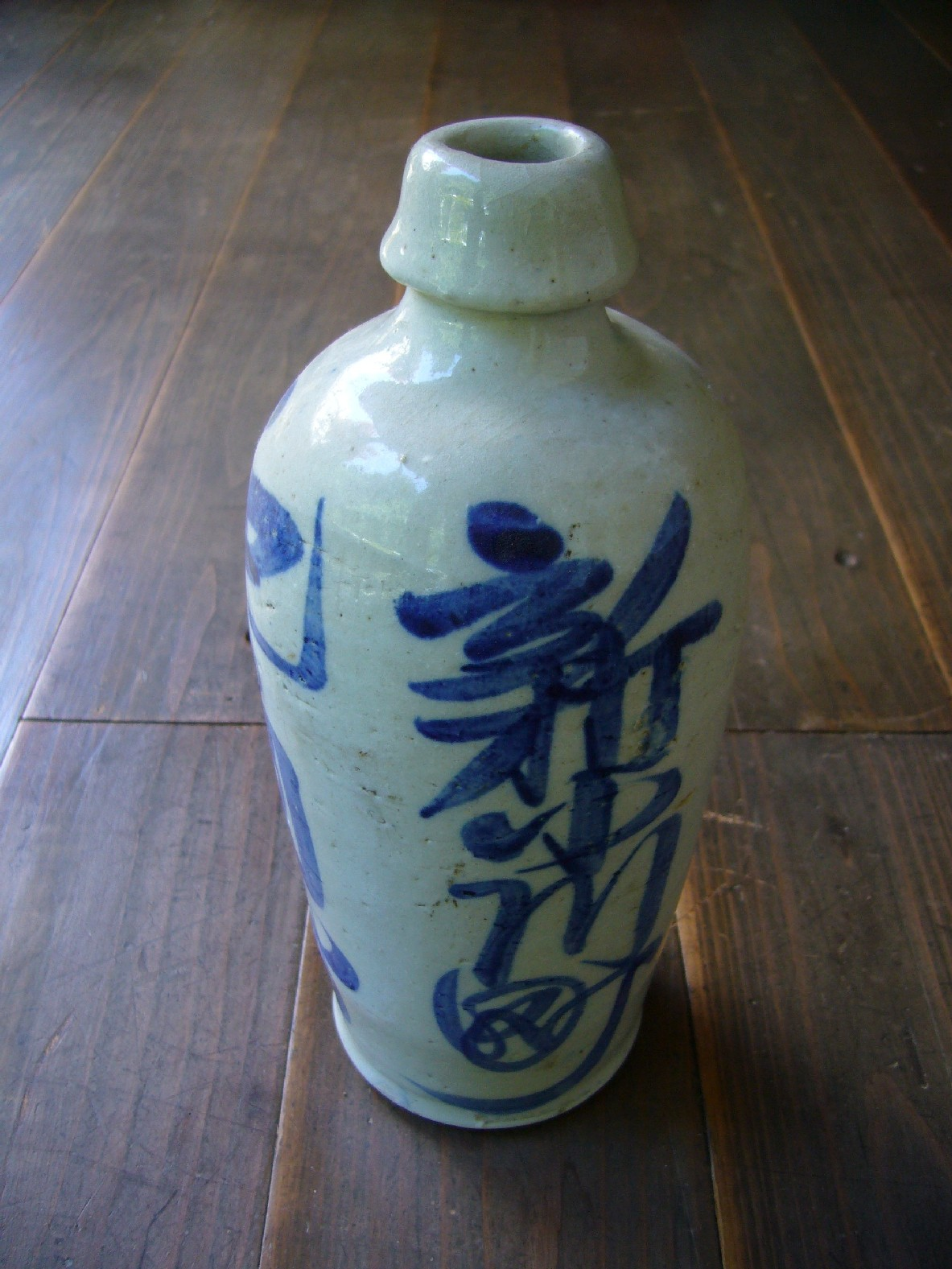
Láhev sake

Sake (japonsky: 酒), v Česku často nazývané saké, znamená japonsky „alkoholický nápoj“. V Evropě se tento název ujal pro alkoholický nápoj kvašený z rýže, nicméně vyrábí se i z celé řady jiných zdrojů. Japonec jako sake označí i víno či vodku, ale pravděpodobně použije jiný výraz.

## Japonské sake
Pravé japonské Sake nese název Nihonšu (日本酒) a je vyrobeno z rýže několikanásobnou fermentací, tím je jeho výroba podobná výrobě piva. V Japonsku se podává studené (10 °C), teplé (20 °C) nebo horké (30 °C), záleží na konzumentovi a také na ročním období. V zimě se podává horké a v létě studené. Známé japonské značky, s dlouholetou tradicí, balí sake do krabic z pravého japonského javoru. Většina druhů sake obsahuje čtrnáct až sedmnáct procent alkoholu. Síla Sake je však hlavně v jeho plamenité chuti, která má někdy velkou sílu. Sake je součástí mnoha japonských rituálů, většinou při příležitosti oslav svátků.
Sake je spojeno se šintoismem - vládne mu liščí bohyně Inari, její hlavní svatyně je jižně od Kjóta ve Fušimi, v celém Japonsku má asi 30 000 svatyní.

## Výroba
Sake se vyrábí ze speciálních odrůd rýže (sakamai). Rýžová zrna se nejprve obrousí, máčejí a v páře uvaří. Uvařená vychlazená zrna se infikují plísní koji (kropidlák rýžový, Aspergillus oryzae), která škrob enzymaticky štěpí na jednodušší cukry, které poté kvasí a vzniká alkohol. Výroba je velmi podobná výrobě piva. Někdy následuje destilace kvasu a následné přidání alkoholu do kvasícího nápoje, čímž se další kvašení zastaví a obsah alkoholu se zvýší na 18-25 %. Tento postup je obdobný postup při výrobě portského vína.

## Podávání sake
Sake se má nalévat do malých keramických nebo dřevěných kalíšků nazývaných v Japonsku „čoko“ o objemu 5 cl, ale dá se využít i v různých koktejlech (např. v Sake bombě). Prodává se v lahvích různých velikostí, Evropana může překvapit běžná 1,5l lahev. Velká popularita sake vznikla za druhé světové války, kdy bylo sake známo jako nápoj pilotů kamikaze.[zdroj?]

## Uskladnění
Sake uschovávejte v pokojové teplotě, nejdéle cca 2-3 měsíce. Po otevření vypijte do 1-2 dní.

## Sake a čeština
Protože japonská slova končící na „e“ anglické mluvčí svádějí k nesprávné výslovnosti, zde „sejk“, píše se výraz sake v anglosaských zemích někdy s čárkou nad písmenem „e“. „Dlouhé é“ má upozornit na odlišnou výslovnost. Tento přepis se velmi rychle rozšířil i mezi Čechy a ti koncové „e s čárkou“ automaticky čtou podle českých pravidel výslovnosti jako „saké“. Přestože je dnes saké s dlouhým é součástí oficiálních Pravidel českého pravopisu,
v japonštině má slovo „saké“ (sakei, さけい) význam zcela jiný.